# Baía da Murdeira
Baía da Murdeira är en vik i Kap Verde.   Den ligger i kommunen Sal, i den nordöstra delen av landet, 200 km norr om huvudstaden Praia.
Runt Baía da Murdeira är det ganska tätbefolkat, med 96 invånare per kvadratkilometer.